# آرامگاه زکریای جوجین
بقعه زکریای جوجین مربوط به سدهٔ ۹و ۸ ه.ق است و در شهرستان ساوه، بخش مرکزی، دهستان قره چای، روستای جوجین واقع شده و این اثر در تاریخ ۲۵ آبان ۱۳۸۷ با شمارهٔ ثبت ۲۳۷۸۸ به‌عنوان یکی از آثار ملی ایران به ثبت رسیده است.